# Orbest Orizonia Airlines
Orbest Orizonia Airlines (code AITA : TY ; code OACI : IWD) anciennement Iberworld est une compagnie aérienne espagnole appartenant au groupe espagnol ORIZONIA CORPORACION spécialisé dans le tourisme.
La compagnie subit en 2013 sa faillite. Toutefois, après avoir effectué son optimisation, celle-ci continue ses exploitations. Celle-ci, initialement compagnie espagnole, devint entreprise portugaise.
En 2015, la compagnie réussit à retenir un long-courrier, Airbus A330-223, loué de CIT Group, depuis le mois d'avril.

## Destinations
Auparavant, avant de subir sa faillite, la compagnie proposait, en profitant d'assez nombre d'appareils, quelques destinations touristiques tels les Iles Canaries et les Baléares à partir de plusieurs aéroports européens, et surtout de la péninsule ibérique.

### Avant sa faillite
- Allemagne: Brème, Cologne, Hanovre, Munich
- Algérie: Hassi Messaoud
- Belgique : Liège, Bruxelles, Ostende
- Brésil: Salvador de Bahía
- Bulgarie: Burgas
- Danemark: Billund
- Égypte: Asouan, le Caire, Luxor
- Espagne: Lanzarote, Málaga, Barcelona, Bilbao, Fuerteventura, Ibiza, Las Palmas, Madrid, Mahón, Oviedo, Palma de Mallorca, Santiago de Compostela, Sevilla, Tenerife-Sur, Vigo, Vitoria, Valencia, Valladolid, Zaragoza, Reus
- France: Metz, Bale-Mulhouse, París-Orly, Strasbourg
- Finlande: Turku
- Gambie: Banjul
- Grèce: Athènes, Corfou, Heraklion, Kos
- Irlande: Dublín, Cork, Shannon, Kerry, Connaught
- Italie: Bergame, Bologne, Catane, Milan, Venise, Vérone, Naples
- Jamaïque: Montego Bay
- Kenya: Nairobi
- Mali: Bamako
- Mexique: Cancún
- Norvège: Allesund, Stavanger, Haugesund, Bodo, Trondheim
- Portugal: Porto, Faro, Funchal, Lisbonne
- Royaume-Uni: Bournemouth, Cardiff, Edimbourg, Glasgow, Humberside, Leeds-Bradford, Manchester, Tees-Side, Prestwick, Londres-Stansted
- République dominicaine: Punta Cana
- Serbie: Belgrade
- Suède: Karlstad, Vaxjo, Jonkoping, Vasteras, Kalmar, Stockholm
- Tanzanie: Zanzíbar
- Tunisie: Tunis

### Réseaux actuels
- route actuelle

## Flotte
En septembre 2015
- 2 Airbus A320-214
- 1 Airbus A330-223 (CS-TRX) depuis le 24 avril 2015

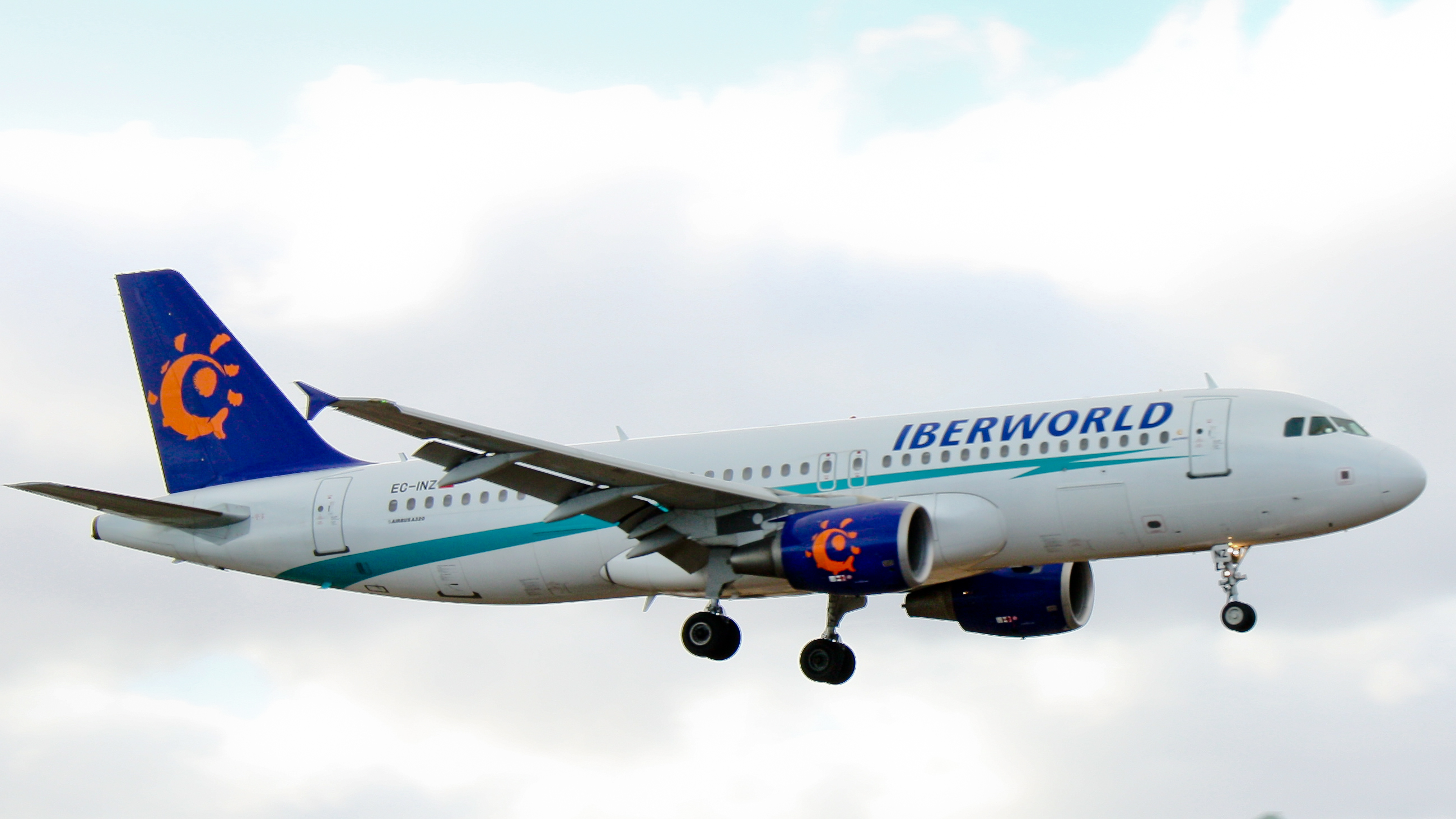

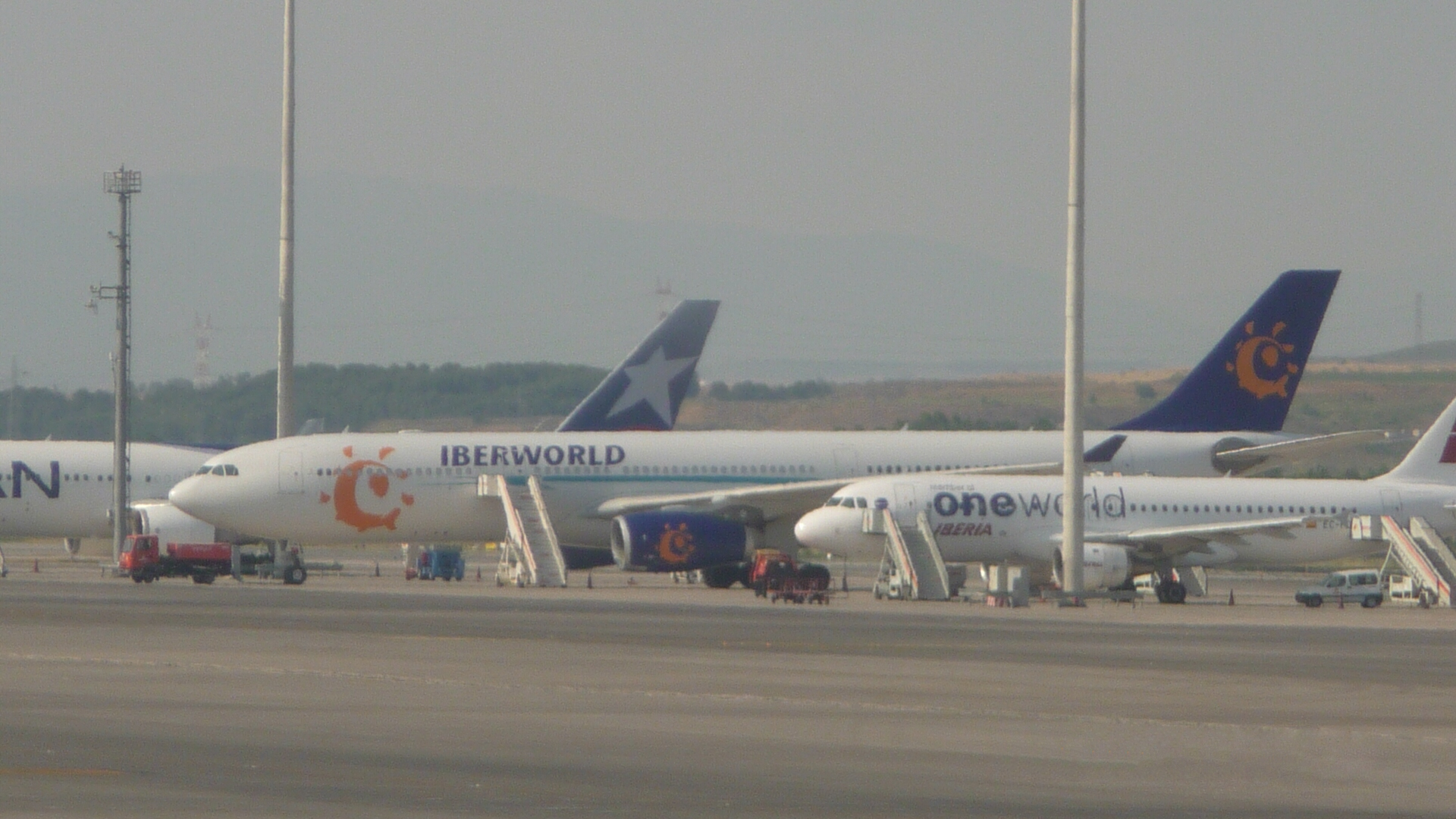

### Site officiel
- (pt)
- (en)